# Giovanni Antonio Facchinetti de Nuce młodszy
Giovanni Antonio Facchinetti de Nuce młodszy (ur. 10 marca 1575 w Bolonii, zm. 18 maja 1606 w Rzymie) – włoski duchowny katolicki, kardynał.

## Życiorys
Karierę w Kościele zawdzięcza wujecznemu dziadkowi, kardynałowi Giovanniemu Antonio Facchinettiemu starszemu, który w 1591 roku został wybrany papieżem (Innocenty IX). Starszy krewny kierował jego wykształceniem oraz zapewnił godności kościelne, m.in. opactwa komendatoryjne Filareto di Seminara i Santa Maria dei Molocchi di Seminara (już w 1575 roku).
Zaraz po wyborze na papieża Innocenty IX mianował swojego podopiecznego referendarzem Trybunału Sygnatury Apostolskiej oraz kardynałem diakonem. Po rychłej śmierci papieża Facchinetti sprawował funkcję generała oddziału strażników pilnujących bezpieczeństwa konklawe. W 1605 roku jako kardynał uczestniczył zarówno w pierwszym jak i w drugim konklawe. W marcu 1592 roku otrzymał kościół tytularny Santi Quattri Coronati; jednocześnie papież udzielił mu dyspensy w związku z brakiem wymaganego wieku kanonicznego. W 1606 roku Facchinetti został obdarzony tytułem protonotariusza apostolskiego oraz objął urząd audytora przy Świętej Consulcie.
Wkrótce zmarł, został pochowany w kościele karmelitańskim Santa Maria della Scala w Rzymie. W 1643 roku kardynałem został jego bratanek, Cesare Facchinetti.